# Darrelle Revis

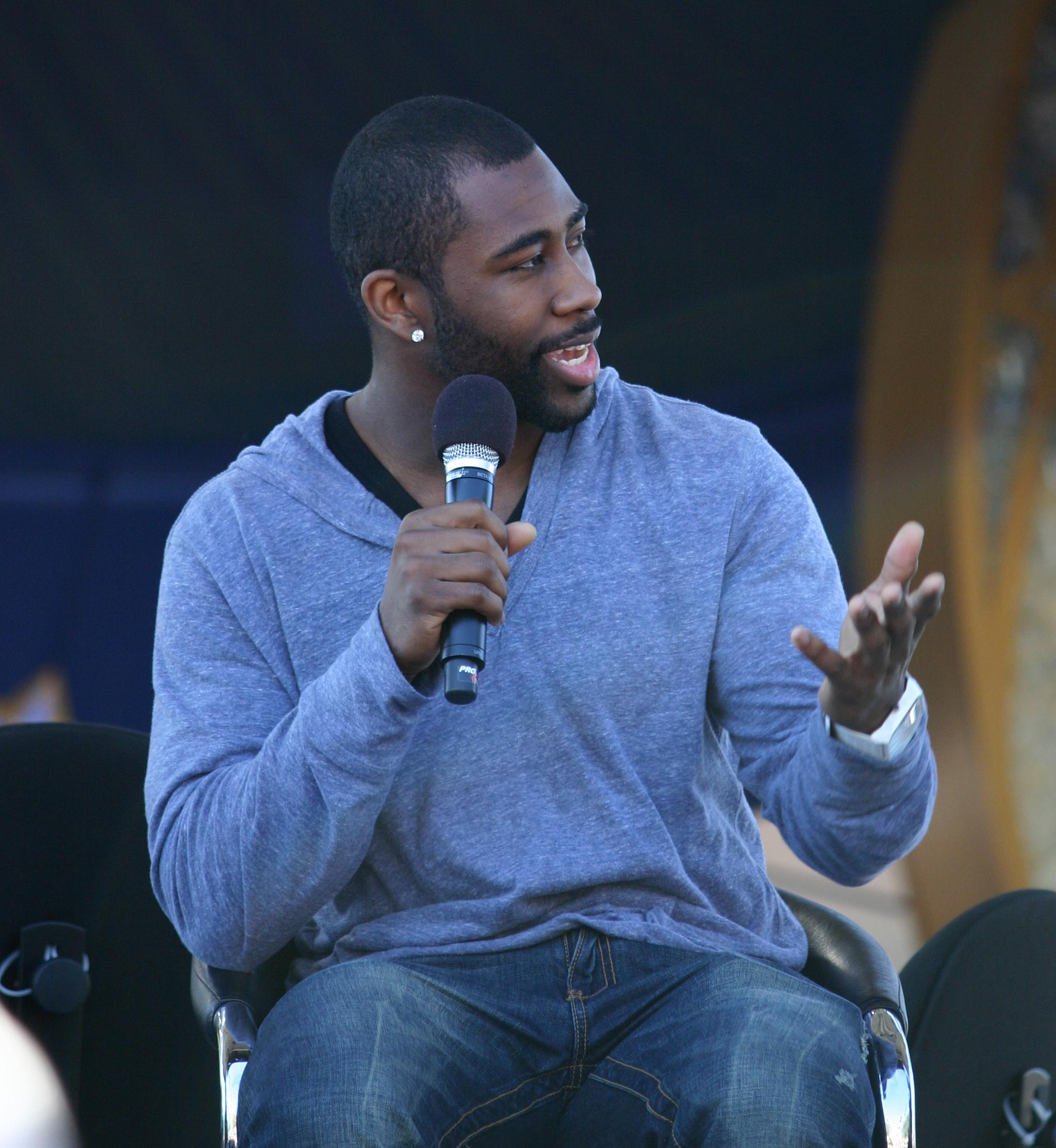
Darrelle Revis em 2010

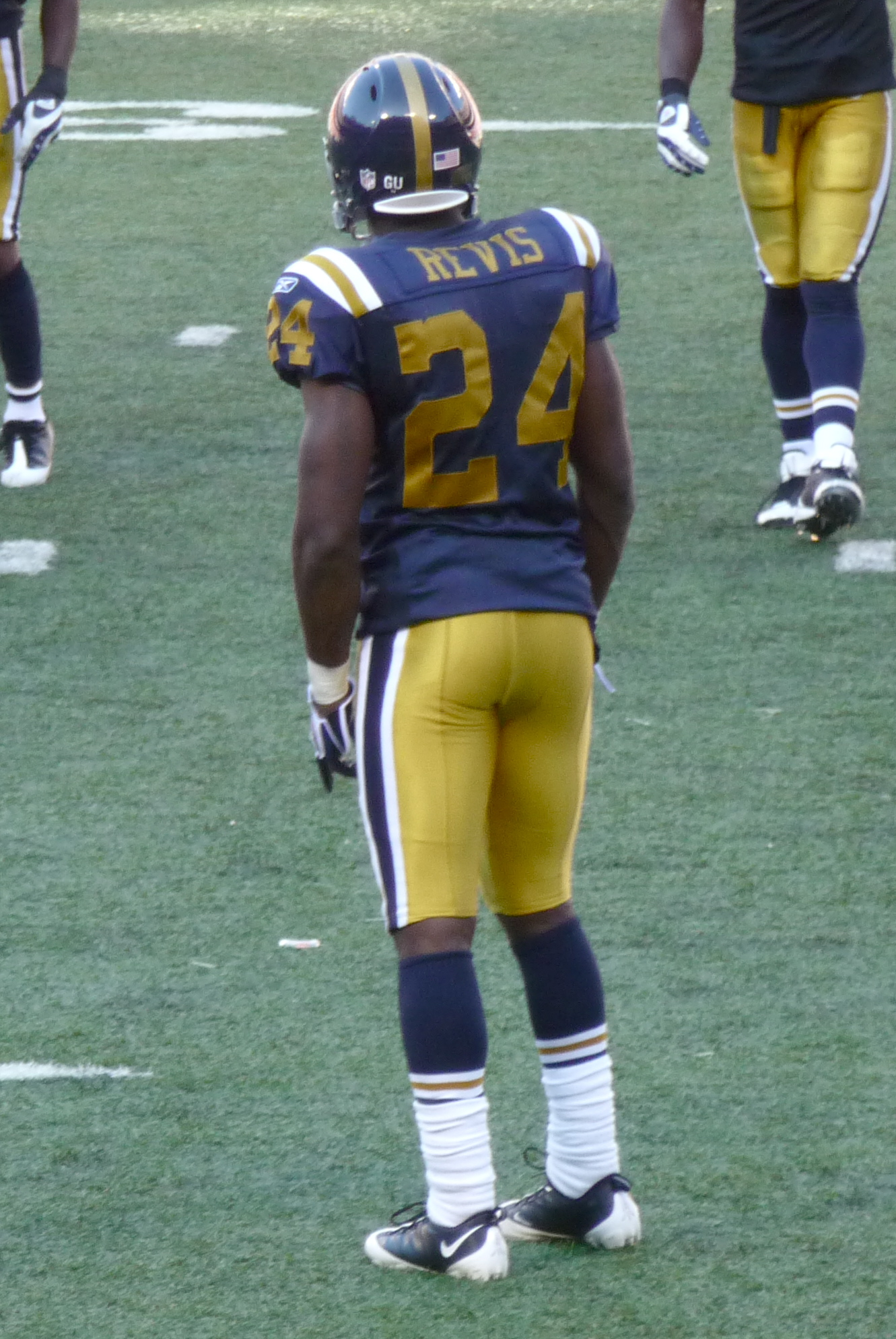
Darrelle Revis

Darrelle Shavar Revis (Aliquippa, Pensilvânia, 14 de julho de 1985) é um ex-jogador de futebol americano que atuava como cornerback na National Football League. Revis foi escolhido pelo New York Jets na primeira rodada (14º entre todos) no Draft de 2007 da NFL. Jogou futebol americano universitário na Universidade de Pittsburgh.
Em 2013, foi trocado para o Tampa Bay Buccaneers, numa troca na qual os Jets receberam uma escolha de primeira rodada no Draft de 2013, e uma escolha condicional de 4ª rodada no Draft de 2014. Mas, em 11 de fevereiro de 2013, foi dispensado dos Bucs.
No dia 12 de fevereiro de 2014, assinou um contrato de um ano com o New England Patriots. Com os Patriots ele levantou o título de campeão do Super Bowl XLIX. Em 2015, voltou para os Jets de Nova Iorque. Em meio à temporada de 2017, Revis foi contratado pelo time Kansas City Chiefs, sendo dispensado no fim do mesmo ano.
Foi considerado um dos melhores cornerbacks da liga, e sua posição em campo era apelidada de "Revis Island" ("Ilha Revis"), devido a sua habilidade em disputar bolas no um-contra-um contra wide receivers.

## Prêmios e honras
- Campeão do Super Bowl (XLIX)
- 6× selecioando para o Pro Bowl (2008, 2009, 2010, 2011, 2013, 2014)
- 4× nomeado First-team All-Pro (2009, 2010, 2011, 2014)
- AFC Defensive Player of the Year (2009)

## Números na Carreira
- Tackles: 497
- Sacks: 2,0
- Interceptações: 29
- Fumbles forçados: 6